# 恋する♡エンジェル♡ハート
「恋する♡エンジェル♡ハート」（こいする エンジェル ハート）は、美勇伝の8枚目のシングル。2007年5月23日発売。

## 概要
- 初回生産限定盤はCD+DVD。
- 通常盤は初回特典として美勇伝のフォトカード1種が封入されている。

## 収録曲
全作詞・作曲：つんく
1. 恋する♡エンジェル♡ハート
編曲：山崎淳
2. LET'S LIVE!
編曲：平田祥一郎
3. 恋する♡エンジェル♡ハート(Instrumental)

## 参加ミュージシャン
恋する♡エンジェル♡ハート
- プログラミング&ギター：山崎淳
- コーラス：CHINO

LET'S LIVE!
- プログラミング：平田祥一郎
- ギター：木下徹
- コーラス：竹内浩明

## カバー
LET'S LIVE!
- つばきファクトリー - アルバム『first bloom』初回生産限定盤B DISC2（2018年11月14日発売）に収録。